# Tangstedt, Stormarn
Tangstedt är en kommun och ort i Kreis Stormarn i förbundslandet Schleswig-Holstein i Tyskland.
Kommunen ingår i kommunalförbundet Amt Itzstedt tillsammans med ytterligare sex kommuner från Kreis Segeberg.